# طبرق (فلم 2008)
طبرق هو فيلم دراما وحرب تشيكي أُنتج عام 2008 من تأليف وإخراج فاتسلاف مارهول.

## ملخص
الفيلم مقتبس من الرواية الأمريكية شارة الشجاعة الحمراء التي صدرت عام 1895 للكاتب ستيفن كرين، تدور أحداثه في عام 1941 حول مصير الجنود التشيكوسلوفاكيين الذين أرسلو خلال الحرب العالمية الثانية إلي مدينة طبرق الليبية، التي كانت محاصرة من قبل القوات الألمانية والإيطالية.

## ممثلون
- جان ميدونا
- بيتر فانيك
- روبرت نيبرينسكي

## وصلات خارجية
- طبرق علي موقع IMDb